# Мартин рожевий
Мартин рожевий або мартин Росса (Rhodostethia rosea) — невеликий морський птах, єдиний вид у своєму роді, хоча пропонується перенести його до роду малих мартинів (Hydrocoloeus), який крім того включає лише один вид — мартина малого.
Одну із назв птах отримав на честь британського дослідника Джеймса Кларка Росса. Вперше місця його розмноження були відкриті Сергієм Олександровичем Бутурліном біля села Походськ на північному сході Якутії під час відвідування району в якості судді. Назва роду Rhodostethia походить від давньогрецького rhodon, «троянда» та stethos, «грудка». Видова назва rosea — латинською «рожевий».

## Опис

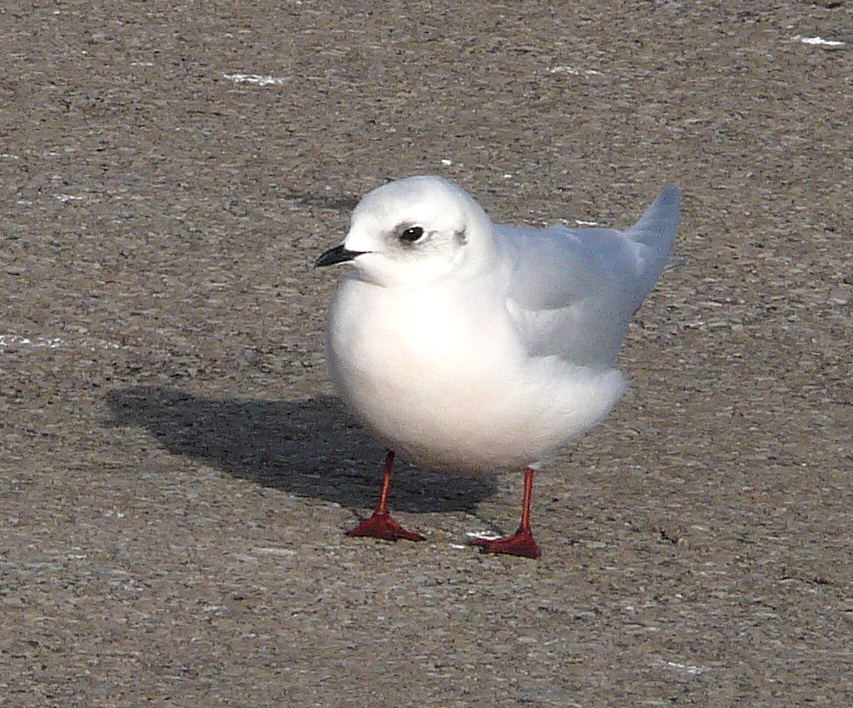
Дорослий птах у звичайному оперенні.

Цей невеликий птах за своїми розмірами та деякими характеристиками оперення схожий на мартина малого. Він трохи більший і більш довгокрилий, ніж мартин малий, має більш загострені крила і клиноподібний хвіст. Ноги червоні. Влітку дорослі особини блідо-сірі зверху та білі знизу, з рожевим кольором до грудей і акуратним чорним кільцем на шиї. Взимку відтінки грудей і кільце на шиї втрачаються, а за оком з'являється невеликий темний півмісяць.
Молоді птахи нагадують зимових дорослих, але на крилах у польоті мають темний малюнок у вигляді «W», як у молодих малих мартинів. Молодняк потребує два роки, щоб досягти повного оперення як у дорослих.
Розміри мартина рожевого:
- Довжина: 29-31 см
- Вага: 140—250 г
- Розмах крил: 90-100 см

## Поширення та середовище існування
Мартин рожевий розмножується у високій Арктиці на півночі Північної Америки та північному сході Сибіру. Восени мігрує лише на невеликі відстані на південь, більша частина популяції зимує в північних широтах на краю пакового льоду на півночі Берингового моря та в Охотському морі, хоча деякі птахи досягають більш помірних областей, наприклад, північно-західної Європи; у лютому 2016 року вони були помічені в Корнуолі та Ірландії згідно з організацією «BirdTrack». У Північній Америці рожевого мартина помітили аж на озері Солтон у Каліфорнії, хоча спостереження так далеко на південь надзвичайно рідкісні. Літні місця розмноження — тундра з осокою, травами, карликовими вербами, кущами, лишайниками та озерами.

## Біологія
Мартин рожевий розмножується невеликими колоніями в тундрах і заболочених арктичних лиманах, часто гніздячись з іншими морськими птахами, такими як арктичні крячки. Він відкладає два-три яйця в гнізді на землі, вистеленому водоростями, травою або мохом, часто на острові в маленькому озері. Яйця оливково-зелені з невеликими червонувато-коричневими плямами. Інкубація займає близько трьох тижнів, а пташенята вилітають через ще три тижні. Не всі пари успішно виховують своїх дитинчат, оскільки хижаки і погана погода часто беруть своє.
Птах їсть будь-яку підходящу дрібну здобич, таку як дрібна риба та ракоподібні, а взимку часто харчується на ваттах, як кулики. У період розмноження він значною мірою комахоїдний, харчується жуками та мухами.